# Dimensions (base de données)
Pour les articles homonymes, voir Dimensions.
Dimensions est une base de données de résumés de publications scientifiques, de citations et de subventions de recherche. Elle relie les subventions aux articles, essais cliniques et brevets qui en résultent.

## Historique
Dimensions est lancé en 2018. Elle est accessible gratuitement sur app.dimensions.ai.
Dimensions fait partie de l'entreprise Digital Science (ou Digital Science & Research Solutions Ltd) dont le siège est à Londres, au Royaume-Uni. La société se concentre sur des investissements stratégiques dans start-ups, qui soutiennent le cycle de vie de la recherche.

## Contenu
Deux études publiées en 2021 ont comparé Dimensions à ses concurrents commerciaux par abonnement Scopus et Web of Science, et ont toutes deux conclu que Dimensions.ai offre une couverture temporelle et des sources de publication plus large que dans la plupart des domaines,. En juillet 2023, Dimensions.ai contient près de 140 millions de publications et plus de 1,8 milliard de citations.